# 2004 w filmie
Wydarzenia filmowe w 2004 roku.

## Box Office
| Pozycja | Tytuł                              | Widownia  |
| ------- | ---------------------------------- | --------- |
| 1.      | Pasja                              | 3 451 908 |
| 2.      | Shrek 2                            | 3 390 922 |
| 3.      | Władca Pierścieni: Powrót króla    | 2 089 415 |
| 4.      | Nigdy w życiu!                     | 1 620 307 |
| 5.      | Troja                              | 1 184 083 |
| 6.      | Mój brat niedźwiedź                | 1 170 602 |
| 7.      | Harry Potter i więzień Azkabanu    | 1 040 789 |
| 8.      | Rybki z ferajny                    | 911 833   |
| 9.      | Bridget Jones: W pogoni za rozumem | 831 238   |
| 10.     | Iniemamocni                        | 808 993   |
| 11.     | Pojutrze                           | 789 222   |
| 12.     | Mali agenci                        | 760 036   |
| 13.     | Garfield                           | 580 903   |
| 14.     | Ostatni samuraj                    | 561 785   |
| 15.     | Rogate ranczo                      | 524 974   |
| 16.     | Osada                              | 436 076   |
| 17.     | Król Artur                         | 343 852   |
| 18.     | Vinci                              | 341 613   |
| 19.     | Lepiej późno niż później           | 328 822   |
| 20.     | Pręgi                              | 324 839   |

## Przeboje kinowe w Polsce

### Filmy zagraniczne
| Lp | Nazwa                           | Liczba widzów |
| -- | ------------------------------- | ------------- |
| 1. | Pasja                           | 3 451 908     |
| 2. | Shrek 2                         | 3 390 922     |
| 3. | Władca Pierścieni: Powrót króla | 2 089 415     |

### Filmy polskie
| Lp | Nazwa          | Liczba widzów |
| -- | -------------- | ------------- |
| 1. | Nigdy w życiu! | 1 620 307     |
| 2. | Vinci          | 341 613       |
| 3. | Pręgi          | 324 839       |

## Premiery

### Filmy polskie
| Data            | Tytuł filmu                  | Kraj   | Reżyseria                     | Obsada |
| --------------- | ---------------------------- | ------ | ----------------------------- | --- |
| 16 stycznia     | Ubu Król                     | Polska | Piotr Szulkin                 | Jan Peszek, Katarzyna Figura, Marek Siudym, Jerzy Trela, Bogdan Kalus                                                        |
| 6 lutego        | Symetria                     | Polska | Konrad Niewolski              | Arkadiusz Detmer, Andrzej Chyra, Janusz Bukowski, Marcin Jędrzejewski Mariusz Jakus, Borys Szyc, Kinga Preis, Janusz Chabior |
| 13 lutego       | Nigdy w życiu!               | Polska | Ryszard Zatorski              | Danuta Stenka, Joanna Brodzik, Jan Frycz, Artur Żmijewski, Marta Lipińska                                                    |
| 12 marca        | Ogród rozkoszy ziemskich     | /      | Lech J. Majewski              | Claudine Spiteri, Chris Nightingale, Barry Chipperfield, Novella Martinoli, Gian Campi                                       |
| 23 marca        | Kobieta z papugą na ramieniu | Polska | Ryszard Maciej Nyczka         | Wojciech Biedroń, Beata Dorf, Krzysztof Baumiller, Sławomir Jóźwik                                                           |
| 16 kwietnia     | Oczywiście, że miłość        | Polska | Piotr Gralak                  | Agnieszka Greinert, Bogusław Sochnacki, Sławomir Federowicz, Dariusz Toczek                                                  |
| 16 kwietnia     | Toaleta nieczynna            | Polska | Miron Bilski                  | Magdalena Czerwińska, Magdalena Gnatowska, Magdalena Różczka, Aleksandra Kisio                                               |
| 7 maja          | 4 w 1                        | Polska | Wenanty Nosul                 | Lech Dyblik, Lech Mackiewicz, Oskar Martin, Wenanty Nosul                                                                    |
| 27 sierpnia     | Ławeczka                     | Polska | Maciej Żak                    | Jolanta Fraszyńska, Artur Żmijewski, Katarzyna Sadowska, Sylwester Maciejewski                                               |
| 17 września     | Vinci                        | Polska | Juliusz Machulski             | Robert Więckiewicz, Borys Szyc, Mieczysław Grąbka, Marcin Dorociński Kamilla Baar, Jacek Król, Jan Machulski, Dorota Kolak   |
| 24 września     | Mój Nikifor                  | Polska | Krzysztof Krauze              | Krystyna Feldman, Roman Gancarczyk, Jerzy Gudejko, Lucyna Malec                                                              |
| 24 września     | Zerwany                      | Polska | Jacek Filipiak                | Krzysztof Ciupa, Jan Frycz, Krzysztof Globisz, Andrzej Hudziak                                                               |
| 1 października  | Atrakcyjny pozna panią…      | Polska | Marek Rębacz                  | Roman Kłosowski, Andrzej Grabowski, Marek Perepeczko, Krzysztof Cugowski                                                     |
| 1 października  | Ono                          | /      | Małgorzata Szumowska          | Małgorzata Bela, Marek Walczewski, Teresa Budzisz-Krzyżanowska, Marcin Brzozowski                                            |
| 8 października  | Generacja C.K.O.D.           | Polska | Piotr Szczepański             | Cool Kids of Death |
| 8 października  | Pręgi                        | Polska | Magdalena Piekorz             | Michał Żebrowski, Jan Frycz, Agnieszka Grochowska, Wacław Adamczyk, Borys Szyc                                               |
| 15 października | Wesele                       | Polska | Wojciech Smarzowski           | Marian Dziędziel, Tamara Arciuch, Iwona Bielska, Maciej Stuhr, Bartłomiej Topa                                               |
| 22 października | Dotknij mnie                 | Polska | Anna Jadowska Ewa Stankiewicz | Ewa Szykulska, Sylwester Jakimow, Piotr Miazga, Grzegorz Stosz, Anna Bielecka                                                |
| 26 listopada    | Sztuka spadania              | Polska | Tomasz Bagiński               | ---- |

### Pozostałe filmy

#### Styczeń
| Data        | Tytuł filmu                                                                     | Kraj              | Reżyseria                     | Obsada |
| ----------- | ------------------------------------------------------------------------------- | ----------------- | ----------------------------- | --- |
| 1 stycznia  | Władca Pierścieni: Powrót króla (The Lord of the Rings: The Return of the King) | /                 | Peter Jackson                 | Elijah Wood, Sean Astin, Dominic Monaghan, Billy Boyd, Ian Holm Viggo Mortensen, Ian McKellen, Liv Tyler, Orlando Bloom, Andy Serkis |
| 2 stycznia  | Lalki (Dolls)                                                                   | Japonia           | Takeshi Kitano                | Miho Kanno, Hidetoshi Nishijima, Tatsuya Mihashi, Chieko Matsubara, Kyôko Fukada                                                     |
| 9 stycznia  | Miasto Boga (Cidade de Deus)                                                    | /                 | Fernando Meirelles Kátia Lund | Alexandre Rodrigues, Leandro Firmino, Phellipe Haagensen, Douglas Silva, Jonathan Haagensen                                          |
| 9 stycznia  | Młody Adam (Young Adam)                                                         | /                 | David Mackenzie               | Ewan McGregor, Tilda Swinton, Peter Mullan, Emily Mortimer, Jack McElhone                                                            |
| 9 stycznia  | Niepokonany Seabiscuit (Seabiscuit)                                             | Stany Zjednoczone | Gary Ross                     | Tobey Maguire, Jeff Bridges, Chris Cooper, Elizabeth Banks, William H. Macy                                                          |
| 9 stycznia  | Trio z Belleville (Les Triplettes de Belleville)                                | /                 | Sylvain Chomet                | Dubbing: Béatrice Bonifassi, Lina Boudreau, Michèle Caucheteux, Jean-Claude Donda                                                    |
| 16 stycznia | Kumple (Buddy)                                                                  | Norwegia          | Morten Tyldum                 | Nicolai Cleve Broch, Aksel Hennie, Anders Baasmo Christiansen, Pia Tjelta                                                            |
| 16 stycznia | Mali agenci 3D (Spy Kids 3-D: Game Over)                                        | Stany Zjednoczone | Robert Rodriguez              | Antonio Banderas, Carla Gugino, Alexa Vega, Daryl Sabara, Sylvester Stallone                                                         |
| 16 stycznia | Rzymska opowieść (Besieged)                                                     | /                 | Bernardo Bertolucci           | Thandie Newton, David Thewlis, Claudio Santamaria, John C. Ojwang, Massimo De Rossi                                                  |
| 16 stycznia | Uśmiech Mony Lizy (Mona Lisa Smile)                                             | Stany Zjednoczone | Mike Newell                   | Julia Roberts, Kirsten Dunst, Julia Stiles, Maggie Gyllenhaal, Ginnifer Goodwin                                                      |
| 23 stycznia | Droga bez powrotu (Wrong Turn)                                                  | /                 | Rob Schmidt                   | Desmond Harrington, Eliza Dushku, Emmanuelle Chriqui, Jeremy Sisto, Kevin Zegers                                                     |
| 23 stycznia | Mój brat niedźwiedź (Brother Bear)                                              | Stany Zjednoczone | Aaron Blaise Robert Walker    | Dubbing: Joaquin Phoenix, Jeremy Suarez, Jason Raize, Rick Moranis, Dave Thomas                                                      |
| 23 stycznia | Tajemnica Aleksandry (Alexandra's Project)                                      | Australia         | Rolf de Heer                  | Gary Sweet, Helen Buday, Bogdan Koca, Samantha Knigge, Jack Christie                                                                 |
| 30 stycznia | Nasza Ameryka (In America)                                                      | /                 | Jim Sheridan                  | Paddy Considine, Samantha Morton, Sarah Bolger, Emma Bolger, Djimon Hounsou                                                          |
| 30 stycznia | Ostatni samuraj (The Last Samurai)                                              | Stany Zjednoczone | Edward Zwick                  | Tom Cruise, Ken Watanabe, Billy Connolly, Tony Goldwyn, Timothy Spall                                                                |
| 30 stycznia | Tatuaż (In The Cut)                                                             | /                 | Jane Campion                  | Meg Ryan, Jennifer Jason Leigh, Mark Ruffalo, Nick Damici                                                                            |

#### Luty
| Data      | Tytuł filmu                                               | Kraj              | Reżyseria                     | Obsada                                                                                     |
| --------- | --------------------------------------------------------- | ----------------- | ----------------------------- | ------------------------------------------------------------------------------------------ |
| 6 lutego  | Marzyciele (The Dreamers)                                 | /                 | Bernardo Bertolucci           | Michael Pitt, Eva Green, Louis Garrel, Anna Chancellor, Robin Renucci                      |
| 6 lutego  | Piętno (The Human Stain)                                  | /                 | Robert Benton                 | Anthony Hopkins, Nicole Kidman, Ed Harris, Gary Sinise, Wentworth Miller                   |
| 6 lutego  | Rosyjska arka (Russkij kowczeg)                           | /                 | Aleksandr Sokurow             | Siergiej Doncow, Marija Kuzniecowa, Leonid Mozgowoj, Michaił Piotrowski, Dawid Giorgobiani |
| 6 lutego  | Witajcie w dżungli (The Rundown)                          | Stany Zjednoczone | Peter Berg                    | Dwayne Johnson, Seann William Scott, Rosario Dawson, Christopher Walken, Ewen Bremner      |
| 6 lutego  | Wzgórze nadziei (Cold Mountain)                           | Stany Zjednoczone | Anthony Minghella             | Jude Law, Nicole Kidman, Renée Zellweger, Natalie Portman, Brendan Gleeson                 |
| 6 lutego  | Zaczyna się od pocałunku (Just a Kiss)                    | Stany Zjednoczone | Fisher Stevens                | Marley Shelton, Ron Eldard, Kyra Sedgwick, Marisa Tomei, Peter Dinklage                    |
| 13 lutego | Gothika                                                   | Stany Zjednoczone | Mathieu Kassovitz             | Halle Berry, Robert Downey Jr., Charles S. Dutton, Bernard Hill, Penélope Cruz             |
| 13 lutego | Nawiedzony dwór (The Haunted Mansion)                     | Stany Zjednoczone | Rob Minkoff                   | Eddie Murphy, Terence Stamp, Nathaniel Parker, Marsha Thomason, Jennifer Tilly             |
| 13 lutego | Ogród (Záhrada)                                           | /                 | Martin Šulík                  | Marián Labuda, Roman Luknár, Zuzana Šulajová, Jana Švandová, Katarína Vrzalová             |
| 20 lutego | Historie kuchenne (Salmer fra kjokkenet)                  | /                 | Bent Hamer                    | Joachim Calmeyer, Tomas Norström, Bjørn Floberg, Reine Brynolfsson                         |
| 20 lutego | Looney Tunes znowu w akcji (Looney Tunes: Back in Action) | /                 | Joe Dante                     | Brendan Fraser, Jenna Elfman, Steve Martin, Timothy Dalton, Heather Locklear               |
| 20 lutego | Między słowami (Lost in Translation)                      | /                 | Sofia Coppola                 | Scarlett Johansson, Bill Murray, Akiko Takeshita, Giovanni Ribisi                          |
| 20 lutego | Trzynastka (Thirteen)                                     | Stany Zjednoczone | Catherine Hardwicke           | Holly Hunter, Evan Rachel Wood, Nikki Reed, Jeremy Sisto, Brady Corbet                     |
| 20 lutego | Zapłata (Paycheck)                                        | /                 | John Woo                      | Ben Affleck, Aaron Eckhart, Uma Thurman, Paul Giamatti, Colm Feore, Joe Morton             |
| 27 lutego | Duża ryba (Big Fish)                                      | Stany Zjednoczone | Tim Burton                    | Ewan McGregor, Albert Finney, Billy Crudup, Jessica Lange, Helena Bonham Carter            |
| 27 lutego | Oni (They)                                                | Stany Zjednoczone | Robert Harmon                 | Laura Regan, Marc Blucas, Ethan Embry, Dagmara Domińczyk, Jon Abrahams                     |
| 27 lutego | Orbis Pictus                                              | Słowacja          | Martin Šulík                  | Dorota Nvotová, Emília Vásáryová, František Kovár, Marián Labuda, Božidara Turzonovová     |
| 27 lutego | Pozory i złudzenia (Corps a corps)                        | Francja           | François Hanss                | Emmanuelle Seigner, Philippe Torreton, Clément Brilland, Vittoria Scognamiglio             |
| 27 lutego | Skazani na siebie (Stuck on You)                          | Stany Zjednoczone | Bobby Farrelly Peter Farrelly | Matt Damon, Greg Kinnear, Eva Mendes, Wen Yann Shih, Seymour Cassel                        |
| 27 lutego | Szkoła rocka (The School of Rock)                         | /                 | Richard Linklater             | Jack Black, Adam Pascal, Lucas Papaelias, Chris Stack, Sarah Silverman                     |

#### Marzec
| Data     | Tytuł filmu                                        | Kraj              | Reżyseria                   | Obsada                                                                               |
| -------- | -------------------------------------------------- | ----------------- | --------------------------- | ------------------------------------------------------------------------------------ |
| 5 marca  | Dziewczyny z kalendarza (Calendar Girls)           | /                 | Nigel Cole                  | Helen Mirren, Julie Walters, John Alderton, Linda Bassett, Annette Crosbie           |
| 5 marca  | Królestwo owadów (Bugs)                            | Wielka Brytania   | Mike Slee                   | Judi Dench                                                                           |
| 5 marca  | Nadchodzi Polly (Along Came Polly)                 | Stany Zjednoczone | John Hamburg                | Ben Stiller, Jennifer Aniston, Philip Seymour Hoffman, Debra Messing, Alec Baldwin   |
| 5 marca  | Pasja (The Passion of the Christ)                  | Stany Zjednoczone | Mel Gibson                  | James Caviezel, Maia Morgenstern, Christo Żiwkow, Francesco De Vito, Monica Bellucci |
| 5 marca  | Pejzaż (Krajinka)                                  | /                 | Martin Šulík                | Juraj Paulen, Anton Vaculík, Vilma Cibulková, Csongor Kassai, Jiří Pecha             |
| 5 marca  | Piotruś Pan (Peter Pan)                            | /                 | P.J. Hogan                  | Jason Isaacs, Jeremy Sumpter, Rachel Hurd-Wood, Lynn Redgrave, Richard Briers        |
| 12 marca | 21 gramów (21 Grams)                               | Stany Zjednoczone | Alejandro González Iñárritu | Sean Penn, Naomi Watts, Benicio del Toro, Charlotte Gainsbourg                       |
| 12 marca | 24 godziny (Trapped)                               | /                 | Luis Mandoki                | Charlize Theron, Courtney Love, Stuart Townsend, Kevin Bacon, Dakota Fanning         |
| 12 marca | Fałszywa dwunastka (Cheaper by the Dozen)          | Stany Zjednoczone | Shawn Levy                  | Steve Martin, Bonnie Hunt, Piper Perabo, Tom Welling, Hilary Duff, Kevin G. Schmidt  |
| 19 marca | Dróżnik (The Station Agent)                        | Stany Zjednoczone | Tom McCarthy                | Peter Dinklage, Richard Kind, Bobby Cannavale, Patricia Clarkson, Michelle Williams  |
| 19 marca | Lepiej późno niż później (Something’s Gotta Give)  | Stany Zjednoczone | Nancy Meyers                | Jack Nicholson, Diane Keaton, Keanu Reeves, Frances McDormand, Amanda Peet           |
| 19 marca | Obcy. Kosmiczna inwazja (Alien Adventure)          | /                 | Ben Strassen                | ----                                                                                 |
| 19 marca | Po drugiej stronie łóżka (El otro lado de la cama) | Hiszpania         | Emilio Martínez-Lázaro      | Ernesto Alterio, Paz Vega, Guillermo Toledo, Natalia Verbeke, Alberto San Juan       |
| 19 marca | Powrót (Wozwraszczenije)                           | Rosja             | Andriej Zwiagincew          | Iwan Dobronrawow, Władimir Garin, Konstantin Ławronienko, Natalja Wdowina            |
| 19 marca | Straszny film 3 (Scary Movie 3)                    | /                 | David Zucker                | Anna Faris, Regina Hall, Charlie Sheen, Jeremy Piven, Simon Rex                      |
| 19 marca | Zaginione (The Missing)                            | Stany Zjednoczone | Ron Howard                  | Tommy Lee Jones, Cate Blanchett, Evan Rachel Wood, Jenna Boyd, Aaron Eckhart         |
| 26 marca | Czekając na Joe (Touching the Void)                | Wielka Brytania   | Kevin Macdonald             | Brendan Mackey, Nicholas Aaron, Richard Hawking, Joe Simpson, Simon Yates            |
| 26 marca | Hidalgo – ocean ognia (Hidalgo)                    | Stany Zjednoczone | Joe Johnston                | Viggo Mortensen, Zuleikha Robinson, Omar Sharif, Louise Lombard, Adam Alexi-Malle    |
| 26 marca | Kot (The Cat in the Hat)                           | Stany Zjednoczone | Bo Welch                    | Mike Myers, Alec Baldwin, Kelly Preston, Dakota Fanning, Spencer Breslin, Amy Hill   |
| 26 marca | Ława przysięgłych (The Runaway Jury)               | Stany Zjednoczone | Gary Fleder                 | John Cusack, Gene Hackman, Dustin Hoffman, Rachel Weisz, Bruce Davison               |
| 26 marca | Okna (La Finestra di fronte)                       | /                 | Ferzan Özpetek              | Giovanna Mezzogiorno, Massimo Girotti, Raoul Bova, Filippo Nigro, Serra Yilmaz       |

#### Kwiecień
| Data        | Tytuł filmu                                                          | Kraj              | Reżyseria                         | Obsada                                                                                   |
| ----------- | -------------------------------------------------------------------- | ----------------- | --------------------------------- | ---------------------------------------------------------------------------------------- |
| 2 kwietnia  | Najlepsi z najlepszych (Michel Vaillant)                             | Francja           | Louis-Pascal Couvelaire           | Sagamore Stévenin, Peter Youngblood Hills, Jean-Pierre Cassel, Diane Kruger              |
| 2 kwietnia  | Pociąg (Zhou Yu de huo che)                                          | /                 | Zhou Sun                          | Gong Li, Tony Leung Ka Fai, Honglei Sun                                                  |
| 2 kwietnia  | Scooby-Doo 2: Potwory na gigancie (Scooby-Doo 2: Monsters Unleashed) | /                 | Raja Gosnell                      | Freddie Prinze Jr., Sarah Michelle Gellar, Matthew Lillard, Linda Cardellini, Seth Green |
| 2 kwietnia  | Życie i cała reszta (Anything Else)                                  | /                 | Woody Allen                       | Jason Biggs, Woody Allen, Christina Ricci, Danny DeVito, Stockard Channing               |
| 16 kwietnia | 3D. Tajemnice trzeciego wymiaru (Encounter in the Thrid Dimension)   | /                 | Ben Stassen Sean MacLeod Phillips | Stuart Pankin, Cassandra Peterson, Harry Shearer, Andrea Thompson                        |
| 16 kwietnia | Być i mieć (Être et avoir)                                           | Francja           | Nicolas Philibert                 | ----                                                                                     |
| 16 kwietnia | El Cid – Legenda o mężnym rycerzu (El Cid: La leyenda)               | Hiszpania         | José Pozo                         | Dubbing: Manel Fuentes, Sancho Gracia, Carlos Latre, Loles León                          |
| 16 kwietnia | Sekretne okno (Secret Window)                                        | Stany Zjednoczone | David Koepp                       | Johnny Depp, John Turturro, Maria Bello, Timothy Hutton, Charles S. Dutton               |
| 16 kwietnia | Starsza pani musi zniknąć (Duplex)                                   | /                 | Danny DeVito                      | Ben Stiller, Drew Barrymore, Eileen Essell, Harvey Fierstein, Justin Theroux             |
| 16 kwietnia | Torque: Jazda na krawędzi (Torque)                                   | /                 | Joseph Kahn                       | Martin Henderson, Ice Cube, Monet Mazur, Adam Scott, Matt Schulze                        |
| 23 kwietnia | Kill Bill Vol. 2                                                     | Stany Zjednoczone | Quentin Tarantino                 | Uma Thurman, David Carradine, Michael Madsen, Daryl Hannah, Chia Hui Liu                 |
| 23 kwietnia | Kociak (Chouchou)                                                    | Francja           | Merzak Allouache                  | Gad Elmaleh, Alain Chabat, Claude Brasseur, Roschdy Zem, Catherine Frot                  |
| 30 kwietnia | Jego brat (Son frère)                                                | Francja           | Patrice Chéreau                   | Bruno Todeschini, Eric Caravaca, Nathalie Boutefeu, Maurice Garrel, Catherine Ferran     |
| 30 kwietnia | Starsky i Hutch (Starsky & Hutch)                                    | Stany Zjednoczone | Todd Phillips                     | Ben Stiller, Owen Wilson, Snoop Dogg, Vince Vaughn, Juliette Lewis, Jason Bateman        |
| 30 kwietnia | Złodziej życia (Taking Lives)                                        | /                 | D.J. Caruso                       | Angelina Jolie, Ethan Hawke, Kiefer Sutherland, Gena Rowlands, Olivier Martinez          |

#### Maj
| Data    | Tytuł filmu                                                | Kraj              | Reżyseria                   | Obsada                                                                                       |
| ------- | ---------------------------------------------------------- | ----------------- | --------------------------- | -------------------------------------------------------------------------------------------- |
| 7 maja  | Fanfan Tulipan (Fanfan la tulipe)                          | Francja           | Gérard Krawczyk             | Vincent Pérez, Penélope Cruz, Didier Bourdon, Hélène de Fougerolles, Michel Muller           |
| 7 maja  | Monster                                                    | /                 | Patty Jenkins               | Charlize Theron, Christina Ricci, Bruce Dern, Lee Tergesen, Annie Corley                     |
| 7 maja  | Słoń (Elephant)                                            | Stany Zjednoczone | Gus Van Sant                | Alex Frost, Eric Deulen, John Robinson, Elias McConnell, Jordan Taylor                       |
| 7 maja  | Van Helsing                                                | /                 | Stephen Sommers             | Hugh Jackman, Kate Beckinsale, Richard Roxburgh, David Wenham, Shuler Hensley                |
| 14 maja | Troja (Troy)                                               | /                 | Wolfgang Petersen           | Orlando Bloom, Brad Pitt, Eric Bana, Sean Bean, Diane Kruger, Brian Cox, Peter O’Toole       |
| 14 maja | Wilbur chce się zabić (Wilbur Wants to Kill Himself)       | /                 | Lone Scherfig               | Jamie Sives, Adrian Rawlins, Shirley Henderson, Lisa McKinlay, Mads Mikkelsen                |
| 20 maja | Pewnej nocy w Mongkoku                                     | Hongkong          | Derek Yee                   |                                                                                              |
| 21 maja | Cooler (The Cooler)                                        | Stany Zjednoczone | Wayne Kramer                | William H. Macy, Alec Baldwin, Maria Bello, Shawn Hatosy, Ron Livingston                     |
| 21 maja | Dziewczyna z perłą (Girl With a Pearl Earring)             | /                 | Peter Webber                | Colin Firth, Scarlett Johansson, Tom Wilkinson, Judy Parfitt, Cillian Murphy                 |
| 21 maja | Moja matka woli kobiety (A mi madre le gustan las mujeres) | Hiszpania         | Daniela Féjerman Inés París | Leonor Watling, Rosa María Sardà, María Pujalte, Silvia Abascal, Eliska Sirova, Chisco Amado |
| 21 maja | Wariaci z Karaibów (Mais qui a tué Pamela Rose?)           | Francja           | Eric Lartigau               | Kad Merad, Olivier Baroux, Gérard Darmon, Jean-Paul Rouve, Bénédicte Loyen                   |
| 27 maja | Pojutrze (The Day After Tomorrow)                          | Stany Zjednoczone | Roland Emmerich             | Dennis Quaid, Jake Gyllenhaal, Emmy Rossum, Dash Mihok, Jay O. Sanders, Sela Ward            |
| 28 maja | O piątej po południu (Panj é asr)                          | /                 | Samira Makhmalbaf           | Agheleh Rezaie, Abdolgani Yousefrazi, Razi Mohebi, Marzieh Amiri                             |
| 28 maja | Rogate ranczo (Home on the Range)                          | Stany Zjednoczone | Will Finn John Sanford      | Dubbing: Roseanne Barr, Bobby Block, Steve Buscemi, Carole Cook, Judi Dench                  |
| 28 maja | Z piątku na sobotę (Any Way the Wind Blows)                | Belgia            | Tom Barman                  | Frank Vercruyssen, Diane De Belder, Eric Kloeck, Natali Broods, Matthias Schoenaerts         |
| 28 maja | Żywot Briana (Life of Brian)                               | Wielka Brytania   | Terry Jones                 | Graham Chapman, John Cleese, Terry Gilliam, Eric Idle, Terry Jones, Michael Palin            |

#### Czerwiec
| Data       | Tytuł filmu                                                                | Kraj              | Reżyseria                             | Obsada                                                                                    |
| ---------- | -------------------------------------------------------------------------- | ----------------- | ------------------------------------- | ----------------------------------------------------------------------------------------- |
| 4 czerwca  | Dirty Dancing 2 (Dirty Dancing: Havana Nights)                             | Stany Zjednoczone | Guy Ferland                           | Diego Luna, Romola Garai, Sela Ward, John Slattery, Jonathan Jackson                      |
| 4 czerwca  | Harry Potter i więzień Azkabanu (Harry Potter and the Prisoner of Azkaban) | /                 | Alfonso Cuarón                        | Daniel Radcliffe, Rupert Grint, Emma Watson, David Thewlis, Gary Oldman, Emma Thompson    |
| 4 czerwca  | Zgromadzenie (The Gathering)                                               | Wielka Brytania   | Brian Gilbert                         | Christina Ricci, Ioan Gruffudd, Stephen Dillane, Kerry Fox, Simon Russell Beale           |
| 11 czerwca | 10 minut później: Wiolonczela (Ten Minutes Older: The Cello)               | /                 | Bernardo Bertolucci Mike Figgis i in. | Valeria Bruni Tedeschi, Dominic West, Daniel Craig, Rudolf Hrušínský                      |
| 11 czerwca | Świt żywych trupów (Dawn of the Dead)                                      | /                 | Zack Snyder                           | Sarah Polley, Ving Rhames, Jake Weber, Mekhi Phifer, Ty Burrell, Michael Kelly            |
| 18 czerwca | Efekt motyla (The Butterfly Effect)                                        | Stany Zjednoczone | Eric Bress J. Mackye Gruber           | Ashton Kutcher, Melora Walters, Amy Smart, Elden Henson, William Lee Scott                |
| 18 czerwca | Ladykillers, czyli zabójczy kwintet (The Ladykillers)                      | Stany Zjednoczone | Ethan Coen Joel Coen                  | Tom Hanks, Irma P. Hall, Marlon Wayans, J.K. Simmons, Tzi Ma, Ryan Hurst                  |
| 18 czerwca | Punisher (The Punisher)                                                    | /                 | Jonathan Hensleigh                    | Thomas Jane, John Travolta, Rebecca Romijn, James Carpinello, Mark Collie                 |
| 18 czerwca | Sylvia                                                                     | Wielka Brytania   | Christine Jeffs                       | Gwyneth Paltrow, Daniel Craig, Eliza Wade, Lucy Davenport, Michael Gambon                 |
| 18 czerwca | Śpiewający detektyw (The Singing Detective)                                | Stany Zjednoczone | Keith Gordon                          | Robert Downey Jr., Robin Wright Penn, Mel Gibson, Jeremy Northam, Katie Holmes            |
| 25 czerwca | Connie i Carla (Connie and Carla)                                          | Stany Zjednoczone | Michael Lembeck                       | Nia Vardalos, Toni Collette, David Duchovny, Stephen Spinella, Alec Mapa                  |
| 25 czerwca | Cube 2 (Cube 2: Hypercube)                                                 | Kanada            | Andrzej Sekuła                        | Kari Matchett, Geraint Wyn Davies, Grace Lynn Kung, Matthew Ferguson, Neil Crone          |
| 25 czerwca | Honey                                                                      | Stany Zjednoczone | Bille Woodruff                        | Jessica Alba, Lil’ Romeo, Mekhi Phifer, David Moscow, Zachary Williams                    |
| 25 czerwca | Ruchome słowa (Um Filme Falado)                                            | /                 | Manoel de Oliveira                    | Leonor Silveira, Filipa de Almeida, John Malkovich, Catherine Deneuve, Stefania Sandrelli |
| 25 czerwca | Zostaję! (Je reste!)                                                       | Francja           | Diane Kurys                           | Sophie Marceau, Vincent Pérez, Charles Berling, Pascale Roberts, François Perrot          |

#### Lipiec
| Data     | Tytuł filmu                           | Kraj              | Reżyseria                                 | Obsada |
| -------- | ------------------------------------- | ----------------- | ----------------------------------------- | --- |
| 2 lipca  | Shrek 2                               | Stany Zjednoczone | Andrew Adamson Kelly Asbury Conrad Vernon | Dubbing: Mike Myers, Eddie Murphy, Cameron Diaz, Julie Andrews Antonio Banderas, John Cleese, Rupert Everett, Jennifer Saunders |
| 9 lipca  | Amnezja (Twisted)                     | /                 | Philip Kaufman                            | Ashley Judd, Samuel L. Jackson, Andy García, David Strathairn, Russell Wong                                                     |
| 9 lipca  | Przekręt doskonały (Confidence)       | /                 | James Foley                               | Edward Burns, Rachel Weisz, Morris Chestnut, Leland Orser, Andy García, Dustin Hoffman                                          |
| 16 lipca | Wyścig z czasem (Out of Time)         | Stany Zjednoczone | Carl Franklin                             | Denzel Washington, Eva Mendes, Sanaa Lathan, Dean Cain, John Billingsley                                                        |
| 16 lipca | Żony ze Stepford (The Stepford Wives) | Stany Zjednoczone | Frank Oz                                  | Nicole Kidman, Matthew Broderick, Bette Midler, Glenn Close, Christopher Walken                                                 |
| 23 lipca | Fahrenheit 9.11 (Fahrenheit 9/11)     | Stany Zjednoczone | Michael Moore                             | ---- |
| 23 lipca | Król Artur (King Arthur)              | /                 | Antoine Fuqua                             | Clive Owen, Ioan Gruffudd, Mads Mikkelsen, Joel Edgerton, Hugh Dancy, Keira Knightley                                           |
| 23 lipca | RRRrrrr!!!                            | Francja           | Alain Chabat                              | Marina Foïs, Gérard Depardieu, Damien Jouillerot, Samir Guesmi, Cyril Casmèze                                                   |
| 30 lipca | 50 pierwszych randek (50 First Dates) | Stany Zjednoczone | Peter Segal                               | Adam Sandler, Drew Barrymore, Rob Schneider, Sean Astin, Lusia Strus, Dan Aykroyd                                               |
| 30 lipca | Bon voyage                            | Francja           | Jean-Paul Rappeneau                       | Isabelle Adjani, Gérard Depardieu, Virginie Ledoyen, Yvan Attal, Grégori Derangère                                              |
| 30 lipca | Śmiertelna gorączka (Cabin Fever)     | Stany Zjednoczone | Eli Roth                                  | Rider Strong, Jordan Ladd, James DeBello, Cerina Vincent, Joey Kern, Arie Verveen                                               |

#### Sierpień
| Data        | Tytuł filmu                                                   | Kraj              | Reżyseria                    | Obsada                                                                             |
| ----------- | ------------------------------------------------------------- | ----------------- | ---------------------------- | ---------------------------------------------------------------------------------- |
| 6 sierpnia  | Garfield (Garfield: The Movie)                                | Stany Zjednoczone | Peter Hewitt                 | Breckin Meyer, Jennifer Love Hewitt, Stephen Tobolowsky, Bill Murray, Evan Arnold  |
| 6 sierpnia  | Hazardzista (Owning Mahowny)                                  | /                 | Richard Kwietniowski         | Philip Seymour Hoffman, Minnie Driver, John Hurt, Maury Chaykin                    |
| 6 sierpnia  | Jak ugryźć 10 milionów 2 (The Whole Ten Yards)                | Stany Zjednoczone | Howard Deutch                | Bruce Willis, Matthew Perry, Amanda Peet, Kevin Pollak, Natasha Henstridge         |
| 6 sierpnia  | Metallica: Some Kind of Monster                               | Stany Zjednoczone | Joe Berlinger Bruce Sinofsky | Bohater filmu: Metallica                                                           |
| 6 sierpnia  | Pozew o miłość (Laws of Attraction)                           | /                 | Peter Howitt                 | Pierce Brosnan, Julianne Moore, Michael Sheen, Parker Posey, Frances Fisher        |
| 6 sierpnia  | Wredne dziewczyny (Mean Girls)                                | /                 | Mark Waters                  | Lindsay Lohan, Rachel McAdams, Tina Fey, Tim Meadows, Amy Poehler, Ana Gasteyer    |
| 13 sierpnia | Osada (The Village)                                           | Stany Zjednoczone | M. Night Shyamalan           | Bryce Dallas Howard, Joaquin Phoenix, Adrien Brody, William Hurt, Sigourney Weaver |
| 13 sierpnia | Zakochany bez pamięci (Eternal Sunshine of the Spotless Mind) | Stany Zjednoczone | Michel Gondry                | Jim Carrey, Kate Winslet, Elijah Wood, Mark Ruffalo, Tom Wilkinson, Kirsten Dunst  |
| 20 sierpnia | Książę i ja (The Prince and Me)                               | /                 | Martha Coolidge              | Julia Stiles, Luke Mably, Ben Miller, Miranda Richardson, James Fox                |
| 20 sierpnia | Spider-Man 2                                                  | Stany Zjednoczone | Sam Raimi                    | Tobey Maguire, Kirsten Dunst, James Franco, Alfred Molina, Rosemary Harris         |
| 27 sierpnia | Mama na obcasach (Raising Helen)                              | Stany Zjednoczone | Garry Marshall               | Kate Hudson, John Corbett, Joan Cusack, Hayden Panettiere, Spencer Breslin         |
| 27 sierpnia | Przyjaciel gangstera (Tais-toi!)                              | Francja           | Francis Veber                | Gérard Depardieu, Jean Reno, Richard Berry, André Dussollier, Jean-Pierre Malo     |
| 27 sierpnia | Smakosz 2 (Jeepers Creepers II)                               | Stany Zjednoczone | Victor Salva                 | Ray Wise, Jonathan Breck, Garikayi Mutambirwa, Eric Nenninger, Nicki Aycox         |

#### Wrzesień
| Data        | Tytuł filmu                                                                   | Kraj              | Reżyseria            | Obsada |
| ----------- | ----------------------------------------------------------------------------- | ----------------- | -------------------- | --- |
| 3 września  | Kobieta-Kot (Catwoman)                                                        | /                 | Pitof                | Halle Berry, Benjamin Bratt, Sharon Stone, Lambert Wilson, Frances Conroy                                                                     |
| 3 września  | Krucjata Bourne’a (The Bourne Supremacy)                                      | /                 | Paul Greengrass      | Matt Damon, Franka Potente, Brian Cox, Julia Stiles, Karl Urban, Gabriel Mann, Joan Allen, Oksana Akińszyna, Marton Csokas, Michelle Monaghan |
| 3 września  | Złe wychowanie (La Mala educación)                                            | Hiszpania         | Pedro Almodóvar      | Gael García Bernal, Fele Martínez, Daniel Giménez Cacho, Lluís Homar, Francisco Maestre                                                       |
| 10 września | Ja, robot (I, Robot)                                                          | /                 | Alex Proyas          | Will Smith, Bridget Moynahan, Alan Tudyk, James Cromwell, Bruce Greenwood                                                                     |
| 10 września | NASCAR 3D (NASCAR 3D: The IMAX Experience)                                    | /                 | Simon Wincer         | Narrator: Kiefer Sutherland |
| 10 września | Nói albinói (Nói albinói)                                                     | /                 | Dagur Kári           | Tómas Lemarquis, Þröstur Leó Gunnarsson, Elín Hansdóttir, Anna Friðriksdóttir                                                                 |
| 10 września | Terminal (The Terminal)                                                       | Stany Zjednoczone | Steven Spielberg     | Tom Hanks, Catherine Zeta-Jones, Stanley Tucci, Chi McBride, Diego Luna                                                                       |
| 10 września | The Company                                                                   | /                 | Robert Altman        | Neve Campbell, Malcolm McDowell, James Franco, Barbara E. Robertson, William Dick                                                             |
| 17 września | Bliscy nieznajomi (Confidences trop intimes)                                  | Francja           | Patrice Leconte      | Sandrine Bonnaire, Fabrice Luchini, Michel Duchaussoy, Anne Brochet, Gilbert Melki                                                            |
| 17 września | Hellboy                                                                       | Stany Zjednoczone | Guillermo del Toro   | Ron Perlman, John Hurt, Selma Blair, Rupert Evans, Karel Roden, Jeffrey Tambor                                                                |
| 17 września | Nikotyna (Nicotina)                                                           | /                 | Hugo Rodríguez       | Diego Luna, Lucas Crespi, Norman Sotolongo, Jesús Ochoa, Martha Tenorio                                                                       |
| 17 września | Ong-bak                                                                       | Tajlandia         | Prachya Pinkaew      | Petchtai Wongkamlao, Tony Jaa, Pumwaree Yodkamol, Suchao Pongwilai                                                                            |
| 24 września | Bodysong                                                                      | Wielka Brytania   | Simon Pummell        | ---- |
| 24 września | Carandiru                                                                     | /                 | Héctor Babenco       | Luiz Carlos Vasconcelos, Milton Gonçalves, Ivan de Almeida, Ailton Graça, Maria Luísa Mendonça                                                |
| 24 września | Dom wariatów (Dom durakov)                                                    | /                 | Andriej Konczałowski | Julija Wysocka, Jewgienij Mironow, Sultan Islamov, Stanislav Varkki, Jelena Fomina                                                            |
| 24 września | Football Factory (The Football Factory)                                       | Wielka Brytania   | Nick Love            | Danny Dyer, Frank Harper, Tamer Hassan, Roland Manookian, Neil Maskell                                                                        |
| 24 września | Godsend                                                                       | /                 | Nick Hamm            | Greg Kinnear, Rebecca Romijn, Robert De Niro, Cameron Bright, Merwin Mondesir                                                                 |
| 24 września | Kroniki Riddicka (The Chronicles of Riddick)                                  | Stany Zjednoczone | David N. Twohy       | Vin Diesel, Colm Feore, Thandie Newton, Judi Dench, Karl Urban, Alexa Davalos                                                                 |
| 24 września | Lilja 4-ever                                                                  | /                 | Lukas Moodysson      | Oksana Akińszyna, Artiom Bogucharski, Lubow Agapowa, Lilia Shinkaryova                                                                        |
| 24 września | Pan Ibrahim i kwiaty Koranu (Monsieur Ibrahim et les fleurs du Coran)         | Francja           | François Dupeyron    | Omar Sharif, Pierre Boulanger, Gilbert Melki, Isabelle Renauld, Lola Naymark                                                                  |
| 24 września | Wiosna, lato, jesień, zima... i wiosna (Bom yeoreum gaeul gyeoul geurigo bom) | /                 | Kim Ki-duk           | Yeong-su Oh, Kim Ki-duk, Young-min Kim, Jae-kyeong Seo, Yeo-jin Ha                                                                            |
| 24 września | Zły duch (Mauvais esprit)                                                     | /                 | Patrick Alessandrin  | Thierry Lhermitte, Ophélie Winter, Maria Pacôme, Leonor Watling, Clémentine Célarié                                                           |

#### Październik
| Data            | Tytuł filmu                                                                                     | Kraj              | Reżyseria                                | Obsada                                                                                     |
| --------------- | ----------------------------------------------------------------------------------------------- | ----------------- | ---------------------------------------- | ------------------------------------------------------------------------------------------ |
| 1 października  | Kawa i papierosy (Coffee and Cigarettes)                                                        | /                 | Jim Jarmusch                             | Roberto Benigni, Steven Wright, Joie Lee, Cinqué Lee, Steve Buscemi, Iggy Pop              |
| 1 października  | Pamiętnik (The Notebook)                                                                        | Stany Zjednoczone | Nick Cassavetes                          | Ryan Gosling, Rachel McAdams, Starletta DuPois, James Garner, Gena Rowlands                |
| 1 października  | W 80 dni dookoła świata (Around the World in 80 Days)                                           | /                 | Frank Coraci                             | Jackie Chan, Steve Coogan, Ewen Bremner, Cécile de France, Jim Broadbent                   |
| 1 października  | Zakładnik (Collateral)                                                                          | Stany Zjednoczone | Michael Mann                             | Tom Cruise, Jamie Foxx, Jada Pinkett Smith, Mark Ruffalo, Peter Berg, Javier Bardem        |
| 8 października  | Anakondy: Polowanie na krwawą orchideę (Anacondas: The Hunt for the Blood Orchid)               | Stany Zjednoczone | Dwight H. Little                         | Johnny Messner, KaDee Strickland, Matthew Marsden, Nicholas Gonzalez, Eugene Byrd          |
| 8 października  | Purpurowe rzeki II: Aniołowie apokalipsy (Les Rivières pourpres II – Les anges de l'apocalypse) | /                 | Olivier Dahan                            | Jean Reno, Benoît Magimel, Christopher Lee, Camille Natta, Johnny Hallyday                 |
| 8 października  | Oldboy                                                                                          | Korea Południowa  | Chan-wook Park                           | Min-sik Choi, Ji-tae Yu, Hye-jeong Kang, Dae-han Ji, Dal-su Oh                             |
| 8 października  | Tajemnice Nawiedzonego Zamku 3D (The Haunted Castle 3D)                                         | /                 | Ben Stassen                              | Jasper Steverlinck, Kyoko Baertsoen, Harry Shearer                                         |
| 15 października | Człowiek w ogniu (Man on Fire)                                                                  | /                 | Tony Scott                               | Denzel Washington, Dakota Fanning, Marc Anthony, Radha Mitchell, Christopher Walken        |
| 15 października | Ocean strachu (Open Water)                                                                      | Stany Zjednoczone | Chris Kentis                             | Blanchard Ryan, Daniel Travis, Saul Stein, Michael E. Williamson, Cristina Zenarro         |
| 15 października | Paszport do raju (El Abrazo partido)                                                            | /                 | Daniel Burman                            | Daniel Hendler, Adriana Aizemberg, Jorge D’Elía, Sergio Boris, Rosita Londner              |
| 15 października | Przed zachodem słońca (Before Sunset)                                                           | Stany Zjednoczone | Richard Linklater                        | Ethan Hawke, Julie Delpy, Vernon Dobtcheff, Marie Pillet, Albert Delpy                     |
| 15 października | Rybki z ferajny (Shark Tale)                                                                    | Stany Zjednoczone | Bibo Bergeron Vicky Jenson Rob Letterman | Dubbing: Will Smith, Robert De Niro, Renée Zellweger, Angelina Jolie, Martin Scorsese      |
| 22 października | Alex i Emma (Alex & Emma)                                                                       | Stany Zjednoczone | Rob Reiner                               | Luke Wilson, Kate Hudson, Chino XL, Lobo Sebastian, Rob Reiner, Sophie Marceau             |
| 22 października | Pan od muzyki (Les Choristes)                                                                   | /                 | Christophe Barratier                     | Gérard Jugnot, François Berléand, Kad Merad, Jean-Paul Bonnaire, Marie Bunel               |
| 22 października | Popatrz na mnie (Comme une image)                                                               | /                 | Agnès Jaoui                              | Marilou Berry, Jean-Pierre Bacri, Agnès Jaoui, Laurent Grévill, Virginie Desarnauts        |
| 22 października | Teksańska masakra piłą mechaniczną (The Texas Chainsaw Massacre)                                | Stany Zjednoczone | Marcus Nispel                            | Jessica Biel, Jonathan Tucker, Erica Leerhsen, Mike Vogel, Eric Balfour, Andrew Bryniarski |
| 22 października | Życie, którego nie było (The Forgotten)                                                         | Stany Zjednoczone | Joseph Ruben                             | Julianne Moore, Anthony Edwards, Jessica Hecht, Linus Roache, Gary Sinise                  |
| 29 października | Resident Evil 2: Apokalipsa (Resident Evil: Apocalypse)                                         | /                 | Alexander Witt                           | Milla Jovovich, Sienna Guillory, Oded Fehr, Thomas Kretschmann, Sophie Vavasseur           |
| 29 października | Wysyp żywych trupów (Shaun of the Dead)                                                         | /                 | Edgar Wright                             | Simon Pegg, Kate Ashfield, Nick Frost, Lucy Davis, Dylan Moran                             |
| 29 października | Z podniesionym czołem (Walking Tall)                                                            | Stany Zjednoczone | Kevin Bray                               | Dwayne Johnson, Johnny Knoxville, Neal McDonough, Kristen Wilson, Ashley Scott             |

#### Listopad
| Data         | Tytuł filmu                                                            | Kraj              | Reżyseria                  | Obsada                                                                                 |
| ------------ | ---------------------------------------------------------------------- | ----------------- | -------------------------- | -------------------------------------------------------------------------------------- |
| 5 listopada  | 4. piętro (Planta 4ª)                                                  | Hiszpania         | Antonio Mercero            | Juan José Ballesta, Luis Ángel Priego, Gorka Moreno, Alejandro Zafra, Marco Martínez   |
| 5 listopada  | Obcy kontra Predator (AVP: Alien vs. Predator)                         | /                 | Paul W.S. Anderson         | Sanaa Lathan, Raoul Bova, Lance Henriksen, Ewen Bremner, Colin Salmon                  |
| 5 listopada  | Porządek musi być! (Muxmäuschenstill)                                  | Niemcy            | Marcus Mittermeier         | Jan Henrik Stahlberg, Fritz Roth, Wanda Perdelwitz, Markus von Lingen, Joachim Kretzer |
| 5 listopada  | Powrót do Garden State (Garden State)                                  | Stany Zjednoczone | Zach Braff                 | Zach Braff, Peter Sarsgaard, Natalie Portman, Ian Holm, Alex Burns                     |
| 5 listopada  | Upadek (Der Untergang)                                                 | /                 | Oliver Hirschbiegel        | Bruno Ganz, Alexandra Maria Lara, Corinna Harfouch, Ulrich Matthes, Juliane Köhler     |
| 12 listopada | Bridget Jones: W pogoni za rozumem (Bridget Jones: The Edge of Reason) | /                 | Beeban Kidron              | Renée Zellweger, Hugh Grant, Colin Firth, Gemma Jones, Jim Broadbent, James Faulkner   |
| 12 listopada | Ostatni taniec (One Last Dance)                                        | Kanada            | Lisa Niemi                 | Patrick Swayze, Lisa Niemi, George De La Pena, Matthew Walker, Stefan Wenta            |
| 12 listopada | Pięć nieczystych zagrań (De Fem benspænd)                              | /                 | Jørgen Leth Lars von Trier | Claus Nissen, Majken Algren Nielsen, Jørgen Leth, Lars von Trier                       |
| 19 listopada | Iniemamocni (The Incredibles)                                          | Stany Zjednoczone | Brad Bird                  | Dubbing: Craig T. Nelson, Holly Hunter, Samuel L. Jackson, Dominique Louis             |
| 19 listopada | Super Size Me                                                          | Stany Zjednoczone | Morgan Spurlock            | Morgan Spurlock                                                                        |
| 19 listopada | Zabawy z piłką (Dodgeball: A True Underdog Story)                      | /                 | Rawson Marshall Thurber    | Vince Vaughn, Christine Taylor, Ben Stiller, Rip Torn, Justin Long                     |
| 26 listopada | Apartament (Wicker Park)                                               | Stany Zjednoczone | Paul McGuigan              | Josh Hartnett, Rose Byrne, Matthew Lillard, Diane Kruger, Christopher Cousins          |
| 26 listopada | Hotel Splendide                                                        | /                 | Terence Gross              | Toni Collette, Daniel Craig, Katrin Cartlidge, Stephen Tompkinson, Hugh O’Conor        |
| 26 listopada | Męskie sekrety (Après vous...)                                         | Francja           | Pierre Salvadori           | Daniel Auteuil, José Garcia, Sandrine Kiberlain, Marilyne Canto, Michèle Moretti       |
| 26 listopada | Sky Kapitan i świat jutra (Sky Captain and the World of Tomorrow)      | /                 | Kerry Conran               | Gwyneth Paltrow, Jude Law, Giovanni Ribisi, Michael Gambon, Angelina Jolie             |
| 26 listopada | Święta Last Minute (Christmas with the Kranks)                         | Stany Zjednoczone | Joe Roth                   | Tim Allen, Jamie Lee Curtis, Dan Aykroyd, M. Emmet Walsh, Elizabeth Franz              |
| 26 listopada | Zły Mikołaj (Bad Santa)                                                | /                 | Terry Zwigoff              | Billy Bob Thornton, Tony Cox, Brett Kelly, Lauren Graham, Lauren Tom                   |

#### Grudzień
| Data       | Tytuł filmu                                                                              | Kraj              | Reżyseria         | Obsada                                                                               |
| ---------- | ---------------------------------------------------------------------------------------- | ----------------- | ----------------- | ------------------------------------------------------------------------------------ |
| 3 grudnia  | Bezprawie (Open Range)                                                                   | Stany Zjednoczone | Kevin Costner     | Kevin Costner, Robert Duvall, Annette Bening, Diego Luna, Michael Gambon             |
| 3 grudnia  | Dziewczyna z Jersey (Jersey Girl)                                                        | Stany Zjednoczone | Kevin Smith       | Ben Affleck, Jennifer Lopez, Liv Tyler, Raquel Castro, George Carlin                 |
| 3 grudnia  | Dziś 13, jutro 30                                                                        | Stany Zjednoczone | Gary Winick       | Jennifer Garner, Mark Ruffalo, Judy Greer, Andy Serkis, Kathy Baker, Phil Reeves     |
| 3 grudnia  | Ekspres polarny (The Polar Express)                                                      | Stany Zjednoczone | Robert Zemeckis   | Dubbing: Tom Hanks, Leslie Zemeckis, Eddie Deezen, Nona Gaye, Peter Scolari          |
| 3 grudnia  | Immortal – kobieta pułapka (Immortel (ad vitam))                                         | /                 | Enki Bilal        | Linda Hardy, Thomas Kretschmann, Charlotte Rampling, Yann Collette, Frédéric Pierrot |
| 3 grudnia  | Spartan                                                                                  | /                 | David Mamet       | Val Kilmer, Derek Luke, William H. Macy, Tia Texada, Johnny Messner                  |
| 10 grudnia | De-Lovely                                                                                | /                 | Irwin Winkler     | Kevin Kline, Ashley Judd, Jonathan Pryce, Kevin McNally, Sandra Nelson               |
| 10 grudnia | Komórka (Cellular)                                                                       | /                 | David R. Ellis    | Kim Basinger, Chris Evans, Jason Statham, William H. Macy, Jessica Biel              |
| 10 grudnia | New York Taxi                                                                            | /                 | Tim Story         | Queen Latifah, Jimmy Fallon, Henry Simmons, Jennifer Esposito, Gisele Bündchen       |
| 17 grudnia | Pamiętnik księżniczki 2: Królewskie zaręczyny (The Princess Diaries 2: Royal Engagement) | Stany Zjednoczone | Garry Marshall    | Anne Hathaway, Julie Andrews, Héctor Elizondo, John Rhys-Davies, Heather Matarazzo   |
| 17 grudnia | Wrzeszczący faceci (Huutajat)                                                            | /                 | Mika Ronkainen    | ----                                                                                 |
| 24 grudnia | Wimbledon                                                                                | /                 | Richard Loncraine | Kirsten Dunst, Paul Bettany, Sam Neill, Jon Favreau, Bernard Hill                    |
| 31 grudnia | Dziewczyna z sąsiedztwa (The Girl Next Door)                                             | Stany Zjednoczone | Luke Grienfield   | Emile Hirsch, Elisha Cuthbert, Timothy Olyphant, James Remar, Chris Marquette        |

### Światowe

#### Styczeń
| Data        | Tytuł filmu                           | Kraj              | Reżyseria                    | Obsada                                                                                 |
| ----------- | ------------------------------------- | ----------------- | ---------------------------- | -------------------------------------------------------------------------------------- |
| 12 stycznia | Nadchodzi Polly (Along Came Polly)    | Stany Zjednoczone | John Hamburg                 | Ben Stiller, Jennifer Aniston, Philip Seymour Hoffman, Debra Messing, Alec Baldwin     |
| 14 stycznia | Torque: Jazda na krawędzi (Torque)    | /                 | Joseph Kahn                  | Martin Henderson, Ice Cube, Monet Mazur, Adam Scott, Matt Schulze                      |
| 16 stycznia | Powrót do Garden State (Garden State) | Stany Zjednoczone | Zach Braff                   | Zach Braff, Peter Sarsgaard, Natalie Portman, Ian Holm, Alex Burns                     |
| 17 stycznia | Super Size Me                         | Stany Zjednoczone | Morgan Spurlock              | Morgan Spurlock                                                                        |
| 21 stycznia | Metallica: Some Kind of Monster       | Stany Zjednoczone | Joe Berlinger Bruce Sinofsky | Bohater filmu: Metallica                                                               |
| 22 stycznia | Efekt motyla (The Butterfly Effect)   | Stany Zjednoczone | Eric Bress J. Mackye Gruber  | Ashton Kutcher, Melora Walters, Amy Smart, Elden Henson, William Lee Scott             |
| 28 stycznia | Porządek musi być! (Muxmäuschenstill) | Niemcy            | Marcus Mittermeier           | Jan Henrik Stahlberg, Fritz Roth, Wanda Perdelwitz, Markus von Lingen, Joachim Kretzer |
| 28 stycznia | RRRrrrr!!!                            | Francja           | Alain Chabat                 | Marina Foïs, Gérard Depardieu, Damien Jouillerot, Samir Guesmi, Cyril Casmèze          |
| 31 stycznia | Spartan                               | /                 | David Mamet                  | Val Kilmer, Derek Luke, William H. Macy, Tia Texada, Johnny Messner                    |

#### Luty
| Data      | Tytuł filmu                                                                                     | Kraj              | Reżyseria         | Obsada                                                                               |
| --------- | ----------------------------------------------------------------------------------------------- | ----------------- | ----------------- | ------------------------------------------------------------------------------------ |
| 6 lutego  | Bliscy nieznajomi (Confidences trop intimes)                                                    | Francja           | Patrice Leconte   | Sandrine Bonnaire, Fabrice Luchini, Michel Duchaussoy, Anne Brochet, Gilbert Melki   |
| 6 lutego  | Braterstwo broni (태극기 휘날리며)                                                              | Korea Południowa  | Kang Je-gyu       | Jang Dong-gun, Won Bin, Yeong-ran Lee, Min-sik Choi                                  |
| 9 lutego  | Paszport do raju (El Abrazo partido)                                                            | /                 | Daniel Burman     | Daniel Hendler, Adriana Aizemberg, Jorge D’Elía, Sergio Boris, Rosita Londner        |
| 10 lutego | Przed zachodem słońca (Before Sunset)                                                           | Stany Zjednoczone | Richard Linklater | Ethan Hawke, Julie Delpy, Vernon Dobtcheff, Marie Pillet, Albert Delpy               |
| 13 lutego | 50 pierwszych randek (50 First Dates)                                                           | Stany Zjednoczone | Peter Segal       | Adam Sandler, Drew Barrymore, Rob Schneider, Sean Astin, Lusia Strus, Dan Aykroyd    |
| 16 lutego | Nastolatki (She’s Too Young)                                                                    | Stany Zjednoczone | Tom McLoughlin    | Marcia Gay Harden, Alexis Dziena, Mike Erwin, Miriam McDonald, Megan Park            |
| 17 lutego | Hidalgo – ocean ognia (Hidalgo)                                                                 | Stany Zjednoczone | Joe Johnston      | Viggo Mortensen, Zuleikha Robinson, Omar Sharif, Louise Lombard, Adam Alexi-Malle    |
| 18 lutego | Dziewczyna z sąsiedztwa (The Girl Next Door)                                                    | Stany Zjednoczone | Luke Grienfield   | Emile Hirsch, Elisha Cuthbert, Timothy Olyphant, James Remar, Chris Marquette        |
| 18 lutego | Purpurowe rzeki II: Aniołowie apokalipsy (Les Rivières pourpres II – Les anges de l'apocalypse) | /                 | Olivier Dahan     | Jean Reno, Benoît Magimel, Christopher Lee, Camille Natta, Johnny Hallyday           |
| 23 lutego | Amnezja (Twisted)                                                                               | /                 | Philip Kaufman    | Ashley Judd, Samuel L. Jackson, Andy García, David Strathairn, Russell Wong          |
| 25 lutego | Pasja (The Passion of the Christ)                                                               | Stany Zjednoczone | Mel Gibson        | James Caviezel, Maia Morgenstern, Christo Żiwkow, Francesco De Vito, Monica Bellucci |
| 26 lutego | Starsky i Hutch (Starsky & Hutch)                                                               | Stany Zjednoczone | Todd Phillips     | Ben Stiller, Owen Wilson, Snoop Dogg, Vince Vaughn, Juliette Lewis, Jason Bateman    |
| 27 lutego | Dirty Dancing 2 (Dirty Dancing: Havana Nights)                                                  | Stany Zjednoczone | Guy Ferland       | Diego Luna, Romola Garai, Sela Ward, John Slattery, Jonathan Jackson                 |

#### Marzec
| Data     | Tytuł filmu                                                          | Kraj              | Reżyseria              | Obsada                                                                                   |
| -------- | -------------------------------------------------------------------- | ----------------- | ---------------------- | ---------------------------------------------------------------------------------------- |
| 3 marca  | NASCAR 3D (NASCAR 3D: The IMAX Experience)                           | /                 | Simon Wincer           | Narrator: Kiefer Sutherland                                                              |
| 10 marca | Świt żywych trupów (Dawn of the Dead)                                | /                 | Zack Snyder            | Sarah Polley, Ving Rhames, Jake Weber, Mekhi Phifer, Ty Burrell, Michael Kelly           |
| 12 marca | Sekretne okno (Secret Window)                                        | Stany Zjednoczone | David Koepp            | Johnny Depp, John Turturro, Maria Bello, Timothy Hutton, Charles S. Dutton               |
| 13 marca | Immortal – kobieta pułapka (Immortel (ad vitam))                     | /                 | Enki Bilal             | Linda Hardy, Thomas Kretschmann, Charlotte Rampling, Yann Collette, Frédéric Pierrot     |
| 16 marca | Złodziej życia (Taking Lives)                                        | /                 | D.J. Caruso            | Angelina Jolie, Ethan Hawke, Kiefer Sutherland, Gena Rowlands, Olivier Martinez          |
| 17 marca | Pan od muzyki (Les Choristes)                                        | /                 | Christophe Barratier   | Gérard Jugnot, François Berléand, Kad Merad, Jean-Paul Bonnaire, Marie Bunel             |
| 19 marca | Zakochany bez pamięci (Eternal Sunshine of the Spotless Mind)        | Stany Zjednoczone | Michel Gondry          | Jim Carrey, Kate Winslet, Elijah Wood, Mark Ruffalo, Tom Wilkinson, Kirsten Dunst        |
| 20 marca | Scooby-Doo 2: Potwory na gigancie (Scooby-Doo 2: Monsters Unleashed) | /                 | Raja Gosnell           | Freddie Prinze Jr., Sarah Michelle Gellar, Matthew Lillard, Linda Cardellini, Seth Green |
| 21 marca | Rogate ranczo (Home on the Range)                                    | Stany Zjednoczone | Will Finn John Sanford | Dubbing: Roseanne Barr, Bobby Block, Steve Buscemi, Carole Cook, Judi Dench              |
| 26 marca | Dziewczyna z Jersey (Jersey Girl)                                    | Stany Zjednoczone | Kevin Smith            | Ben Affleck, Jennifer Lopez, Liv Tyler, Raquel Castro, George Carlin                     |
| 26 marca | Ladykillers, czyli zabójczy kwintet (The Ladykillers)                | Stany Zjednoczone | Ethan Coen Joel Coen   | Tom Hanks, Irma P. Hall, Marlon Wayans, J.K. Simmons, Tzi Ma, Ryan Hurst                 |
| 28 marca | Książę i ja (The Prince and Me)                                      | /                 | Martha Coolidge        | Julia Stiles, Luke Mably, Ben Miller, Miranda Richardson, James Fox                      |
| 29 marca | Wysyp żywych trupów (Shaun of the Dead)                              | /                 | Edgar Wright           | Simon Pegg, Kate Ashfield, Nick Frost, Lucy Davis, Dylan Moran                           |
| 30 marca | Hellboy                                                              | Stany Zjednoczone | Guillermo del Toro     | Ron Perlman, John Hurt, Selma Blair, Rupert Evans, Karel Roden, Jeffrey Tambor           |

#### Kwiecień
| Data        | Tytuł filmu                                    | Kraj              | Reżyseria          | Obsada                                                                              |
| ----------- | ---------------------------------------------- | ----------------- | ------------------ | ----------------------------------------------------------------------------------- |
| 2 kwietnia  | Z podniesionym czołem (Walking Tall)           | Stany Zjednoczone | Kevin Bray         | Dwayne Johnson, Johnny Knoxville, Neal McDonough, Kristen Wilson, Ashley Scott      |
| 4 kwietnia  | Pozew o miłość (Laws of Attraction)            | /                 | Peter Howitt       | Pierce Brosnan, Julianne Moore, Michael Sheen, Parker Posey, Frances Fisher         |
| 7 kwietnia  | Jak ugryźć 10 milionów 2 (The Whole Ten Yards) | Stany Zjednoczone | Howard Deutch      | Bruce Willis, Matthew Perry, Amanda Peet, Kevin Pollak, Natasha Henstridge          |
| 16 kwietnia | Connie i Carla (Connie and Carla)              | Stany Zjednoczone | Michael Lembeck    | Nia Vardalos, Toni Collette, David Duchovny, Stephen Spinella, Alec Mapa            |
| 16 kwietnia | Kill Bill Vol. 2                               | Stany Zjednoczone | Quentin Tarantino  | Uma Thurman, David Carradine, Michael Madsen, Daryl Hannah, Chia Hui Liu            |
| 16 kwietnia | Punisher (The Punisher)                        | /                 | Jonathan Hensleigh | Thomas Jane, John Travolta, Rebecca Romijn, James Carpinello, Mark Collie           |
| 19 kwietnia | Wredne dziewczyny (Mean Girls)                 | /                 | Mark Waters        | Lindsay Lohan, Rachel McAdams, Tina Fey, Tim Meadows, Amy Poehler, Ana Gasteyer     |
| 21 kwietnia | Człowiek w ogniu (Man on Fire)                 | /                 | Tony Scott         | Denzel Washington, Dakota Fanning, Marc Anthony, Radha Mitchell, Christopher Walken |
| 30 kwietnia | Godsend                                        | /                 | Nick Hamm          | Greg Kinnear, Rebecca Romijn, Robert De Niro, Cameron Bright, Merwin Mondesir       |

#### Maj
| Data    | Tytuł filmu                                                                | Kraj              | Reżyseria                                 | Obsada |
| ------- | -------------------------------------------------------------------------- | ----------------- | ----------------------------------------- | --- |
| 1 maja  | Mama na obcasach (Raising Helen)                                           | Stany Zjednoczone | Garry Marshall                            | Kate Hudson, John Corbett, Joan Cusack, Hayden Panettiere, Spencer Breslin                                                      |
| 3 maja  | Van Helsing                                                                | /                 | Stephen Sommers                           | Hugh Jackman, Kate Beckinsale, Richard Roxburgh, David Wenham, Shuler Hensley                                                   |
| 7 maja  | Głowa do góry (House of D)                                                 | Stany Zjednoczone | David Duchovny                            | Anton Yelchin, Téa Leoni, David Duchovny, Robin Williams, Erykah Badu                                                           |
| 9 maja  | Troja (Troy)                                                               | /                 | Wolfgang Petersen                         | Orlando Bloom, Brad Pitt, Eric Bana, Sean Bean, Diane Kruger, Brian Cox, Peter O’Toole                                          |
| 12 maja | Złe wychowanie (La Mala educación)                                         | Hiszpania         | Pedro Almodóvar                           | Gael García Bernal, Fele Martínez, Daniel Giménez Cacho, Lluís Homar, Francisco Maestre                                         |
| 14 maja | Football Factory (The Football Factory)                                    | Wielka Brytania   | Nick Love                                 | Danny Dyer, Frank Harper, Tamer Hassan, Roland Manookian, Neil Maskell                                                          |
| 15 maja | Shrek 2                                                                    | Stany Zjednoczone | Andrew Adamson Kelly Asbury Conrad Vernon | Dubbing: Mike Myers, Eddie Murphy, Cameron Diaz, Julie Andrews Antonio Banderas, John Cleese, Rupert Everett, Jennifer Saunders |
| 16 maja | Popatrz na mnie (Comme une image)                                          | /                 | Agnès Jaoui                               | Marilou Berry, Jean-Pierre Bacri, Agnès Jaoui, Laurent Grévill, Virginie Desarnauts                                             |
| 17 maja | Fahrenheit 9.11 (Fahrenheit 9/11)                                          | Stany Zjednoczone | Michael Moore                             | ---- |
| 17 maja | Pojutrze (The Day After Tomorrow)                                          | Stany Zjednoczone | Roland Emmerich                           | Dennis Quaid, Jake Gyllenhaal, Emmy Rossum, Dash Mihok, Jay O. Sanders, Sela Ward                                               |
| 19 maja | Dom latających sztyletów (Shi mian mai fu)                                 | /                 | Zhang Yimou                               | Takeshi Kaneshiro, Andy Lau, Zhang Ziyi, Dandan Song, Xueying Huang                                                             |
| 20 maja | Pamiętnik (The Notebook)                                                   | Stany Zjednoczone | Nick Cassavetes                           | Ryan Gosling, Rachel McAdams, Starletta DuPois, James Garner, Gena Rowlands                                                     |
| 22 maja | De-Lovely                                                                  | /                 | Irwin Winkler                             | Kevin Kline, Ashley Judd, Jonathan Pryce, Kevin McNally, Sandra Nelson                                                          |
| 31 maja | Harry Potter i więzień Azkabanu (Harry Potter and the Prisoner of Azkaban) | /                 | Alfonso Cuarón                            | Daniel Radcliffe, Rupert Grint, Emma Watson, David Thewlis, Gary Oldman, Emma Thompson                                          |

#### Czerwiec
| Data       | Tytuł filmu                                           | Kraj              | Reżyseria               | Obsada                                                                                |
| ---------- | ----------------------------------------------------- | ----------------- | ----------------------- | ------------------------------------------------------------------------------------- |
| 3 czerwca  | Kroniki Riddicka (The Chronicles of Riddick)          | Stany Zjednoczone | David N. Twohy          | Vin Diesel, Colm Feore, Thandie Newton, Judi Dench, Karl Urban, Alexa Davalos         |
| 6 czerwca  | Żony ze Stepford (The Stepford Wives)                 | Stany Zjednoczone | Frank Oz                | Nicole Kidman, Matthew Broderick, Bette Midler, Glenn Close, Christopher Walken       |
| 9 czerwca  | Terminal (The Terminal)                               | Stany Zjednoczone | Steven Spielberg        | Tom Hanks, Catherine Zeta-Jones, Stanley Tucci, Chi McBride, Diego Luna               |
| 11 czerwca | Garfield (Garfield: The Movie)                        | Stany Zjednoczone | Peter Hewitt            | Breckin Meyer, Jennifer Love Hewitt, Stephen Tobolowsky, Bill Murray, Evan Arnold     |
| 13 czerwca | W 80 dni dookoła świata (Around the World in 80 Days) | /                 | Frank Coraci            | Jackie Chan, Steve Coogan, Ewen Bremner, Cécile de France, Jim Broadbent              |
| 18 czerwca | Zabawy z piłką (Dodgeball: A True Underdog Story)     | /                 | Rawson Marshall Thurber | Vince Vaughn, Christine Taylor, Ben Stiller, Rip Torn, Justin Long                    |
| 28 czerwca | Król Artur (King Arthur)                              | /                 | Antoine Fuqua           | Clive Owen, Ioan Gruffudd, Mads Mikkelsen, Joel Edgerton, Hugh Dancy, Keira Knightley |
| 30 czerwca | Spider-Man 2                                          | Stany Zjednoczone | Sam Raimi               | Tobey Maguire, Kirsten Dunst, James Franco, Alfred Molina, Rosemary Harris            |

#### Lipiec
| Data     | Tytuł filmu                              | Kraj              | Reżyseria          | Obsada                                                                                    |
| -------- | ---------------------------------------- | ----------------- | ------------------ | ----------------------------------------------------------------------------------------- |
| 4 lipca  | Apartament (Wicker Park)                 | Stany Zjednoczone | Paul McGuigan      | Josh Hartnett, Rose Byrne, Matthew Lillard, Diane Kruger, Christopher Cousins             |
| 15 lipca | Krucjata Bourne’a (The Bourne Supremacy) | /                 | Paul Greengrass    | Matt Damon, Franka Potente, Brian Cox, Julia Stiles, Karl Urban, Gabriel Mann, Joan Allen |
| 16 lipca | Ja, robot (I, Robot)                     | /                 | Alex Proyas        | Will Smith, Bridget Moynahan, Alan Tudyk, James Cromwell, Bruce Greenwood                 |
| 19 lipca | Kobieta-Kot (Catwoman)                   | /                 | Pitof              | Halle Berry, Benjamin Bratt, Sharon Stone, Lambert Wilson, Frances Conroy                 |
| 26 lipca | Osada (The Village)                      | Stany Zjednoczone | M. Night Shyamalan | Bryce Dallas Howard, Joaquin Phoenix, Adrien Brody, William Hurt, Sigourney Weaver        |

#### Sierpień
| Data        | Tytuł filmu                                                                              | Kraj              | Reżyseria          | Obsada                                                                              |
| ----------- | ---------------------------------------------------------------------------------------- | ----------------- | ------------------ | ----------------------------------------------------------------------------------- |
| 5 sierpnia  | Zakładnik (Collateral)                                                                   | Stany Zjednoczone | Michael Mann       | Tom Cruise, Jamie Foxx, Jada Pinkett Smith, Mark Ruffalo, Peter Berg, Javier Bardem |
| 7 sierpnia  | Pamiętnik księżniczki 2: Królewskie zaręczyny (The Princess Diaries 2: Royal Engagement) | Stany Zjednoczone | Garry Marshall     | Anne Hathaway, Julie Andrews, Héctor Elizondo, John Rhys-Davies, Heather Matarazzo  |
| 12 sierpnia | Obcy kontra Predator (AVP: Alien vs. Predator)                                           | /                 | Paul W.S. Anderson | Sanaa Lathan, Raoul Bova, Lance Henriksen, Ewen Bremner, Colin Salmon               |
| 25 sierpnia | Anakondy: Polowanie na krwawą orchideę (Anacondas: The Hunt for the Blood Orchid)        | Stany Zjednoczone | Dwight H. Little   | Johnny Messner, KaDee Strickland, Matthew Marsden, Nicholas Gonzalez, Eugene Byrd   |

#### Wrzesień
| Data        | Tytuł filmu                                                       | Kraj              | Reżyseria                                | Obsada                                                                                |
| ----------- | ----------------------------------------------------------------- | ----------------- | ---------------------------------------- | ------------------------------------------------------------------------------------- |
| 8 września  | Upadek (Der Untergang)                                            | /                 | Oliver Hirschbiegel                      | Bruno Ganz, Alexandra Maria Lara, Corinna Harfouch, Ulrich Matthes, Juliane Köhler    |
| 10 września | Komórka (Cellular)                                                | /                 | David R. Ellis                           | Kim Basinger, Chris Evans, Jason Statham, William H. Macy, Jessica Biel               |
| 10 września | Resident Evil 2: Apokalipsa (Resident Evil: Apocalypse)           | /                 | Alexander Witt                           | Milla Jovovich, Sienna Guillory, Oded Fehr, Thomas Kretschmann, Sophie Vavasseur      |
| 10 września | Rybki z ferajny (Shark Tale)                                      | Stany Zjednoczone | Bibo Bergeron Vicky Jenson Rob Letterman | Dubbing: Will Smith, Robert De Niro, Renée Zellweger, Angelina Jolie, Martin Scorsese |
| 13 września | Wimbledon                                                         | /                 | Richard Loncraine                        | Kirsten Dunst, Paul Bettany, Sam Neill, Jon Favreau, Bernard Hill                     |
| 14 września | Sky Kapitan i świat jutra (Sky Captain and the World of Tomorrow) | /                 | Kerry Conran                             | Gwyneth Paltrow, Jude Law, Giovanni Ribisi, Michael Gambon, Angelina Jolie            |
| 24 września | Życie, którego nie było (The Forgotten)                           | Stany Zjednoczone | Joseph Ruben                             | Julianne Moore, Anthony Edwards, Jessica Hecht, Linus Roache, Gary Sinise             |

#### Październik
| Data            | Tytuł filmu                                    | Kraj              | Reżyseria           | Obsada                                                                          |
| --------------- | ---------------------------------------------- | ----------------- | ------------------- | ------------------------------------------------------------------------------- |
| 1 października  | Therese: The Story of Saint Therese of Lisieux | Stany Zjednoczone | Leonardo Defilippis | Lindsay Younce, Linda Hayden, Judith Kaplan, Brian Shields, Maggie Rose Fleck   |
| 6 października  | New York Taxi                                  | /                 | Tim Story           | Queen Latifah, Jimmy Fallon, Henry Simmons, Jennifer Esposito, Gisele Bündchen  |
| 24 października | Tainá - przygód ciąg dalszy                    | Brazylia          | Mauro Lima          | Eunice Baía, Arilene Rodrigues, Vitor Morosini, Patrick Raniere, Kadu Moliterno |
| 27 października | Iniemamocni (The Incredibles)                  | Stany Zjednoczone | Brad Bird           | Dubbing: Craig T. Nelson, Holly Hunter, Samuel L. Jackson, Dominique Louis      |

#### Listopad
| Data         | Tytuł filmu                                                            | Kraj              | Reżyseria       | Obsada                                                                               |
| ------------ | ---------------------------------------------------------------------- | ----------------- | --------------- | ------------------------------------------------------------------------------------ |
| 8 listopada  | Bridget Jones: W pogoni za rozumem (Bridget Jones: The Edge of Reason) | /                 | Beeban Kidron   | Renée Zellweger, Hugh Grant, Colin Firth, Gemma Jones, Jim Broadbent, James Faulkner |
| 10 listopada | Ekspres polarny (The Polar Express)                                    | Stany Zjednoczone | Robert Zemeckis | Dubbing: Tom Hanks, Leslie Zemeckis, Eddie Deezen, Nona Gaye, Peter Scolari          |
| 24 listopada | Święta Last Minute (Christmas with the Kranks)                         | Stany Zjednoczone | Joe Roth        | Tim Allen, Jamie Lee Curtis, Dan Aykroyd, M. Emmet Walsh, Elizabeth Franz            |

#### Grudzień
| Data       | Tytuł filmu                           | Kraj              | Reżyseria      | Obsada                                                                  |
| ---------- | ------------------------------------- | ----------------- | -------------- | ----------------------------------------------------------------------- |
| 15 grudnia | Za wszelką cenę (Million Dollar Baby) | Stany Zjednoczone | Clint Eastwood | Clint Eastwood, Hilary Swank, Morgan Freeman, Jay Baruchel, Mike Colter |

## Nagrody filmowe

### Złote Globy
61. ceremonia wręczenia Złotych Globów odbyła się 25 stycznia 2004 roku.
- Pełna lista nagrodzonych

| Najlepszy film dramatycznyWładca Pierścieni: Powrót króla (The Lord of the Rings: The Return of the King) Najlepszy reżyserPeter Jackson za film Władca Pierścieni: Powrót króla (The Lord of the Rings: The Return of the King) | Najlepsza aktorka w filmie dramatycznymCharlize Theron za rolę w filmie Monster Najlepszy aktor w filmie dramatycznymSean Penn za rolę w filmie Rzeka tajemnic |

### Goya
18. ceremonia wręczenia Hiszpańskich Nagród Filmowych odbyła się 31 stycznia 2004 roku.
- Pełna lista nagrodzonych

| Najlepszy filmMoimi oczami (Te doy mis ojos) Najlepszy reżyserIcíar Bollaín za film Moimi oczami (Te doy mis ojos) | Najlepsza aktorkaLaia Marull za rolę w filmie Moimi oczami (Te doy mis ojos) Najlepszy aktorLuis Tosar za rolę w filmie Moimi oczami (Te doy mis ojos) |

### Złoty Niedźwiedź
54. Międzynarodowy Festiwal Filmowy w Berlinie odbył się w dniach 5–15 lutego 2004 roku.
| Złoty NiedźwiedźFatih Akın za film Głową w mur (Gegen die Wand) |

### BAFTA
57. ceremonia wręczenia nagród Brytyjskiej Akademii Sztuk Filmowych i Telewizyjnych odbyła się 15 lutego 2004 roku.
- Pełna lista nagrodzonych

| Najlepszy filmWładca Pierścieni: Powrót króla (The Lord of the Rings: The Return of the King) Najlepszy reżyserPeter Weir za film Pan i władca: Na krańcu świata (Master and Commander: The Far Side of the World) | Najlepsza aktorkaScarlett Johansson za rolę w filmie Między słowami (Lost in Translation) Najlepszy aktorBill Murray za rolę w filmie Między słowami (Lost in Translation) |

### Cezary
29. ceremonia wręczenia Francuskich Nagród Filmowych odbyła się 21 lutego 2004 roku.
- Pełna lista nagrodzonych

| Najlepszy filmInwazja barbarzyńców (Les invasions barbares) Najlepszy reżyserDenys Arcand za film Inwazja barbarzyńców (Les invasions barbares) | Najlepsza aktorkaSylvie Testud za rolę w filmie Bojaźń i drżenie (Stupeur et tremblements) Najlepszy aktorOmar Sharif za rolę w filmie Pan Ibrahim i kwiaty Koranu (Monsieur Ibrahim et les fleurs du Coran) |

### Nagroda Gildii Aktorów Filmowych
10. ceremonia wręczenia nagród Gildii Aktorów Filmowych odbyła się 22 lutego 2004 roku.
- Pełna lista nagrodzonych

| Najlepsza aktorkaCharlize Theron za rolę w filmie Monster Najlepszy aktorJohnny Depp za rolę w filmie Piraci z Karaibów: Klątwa Czarnej Perły (Pirates of the Caribbean: The Curse of the Black Pearl) | Najlepsza aktorka w serialu dramatycznymFrances Conroy za rolę w serialu Sześć stóp pod ziemią (Six Feet Under) Najlepszy aktor w serialu dramatycznymKiefer Sutherland za rolę w serialu 24 godziny (24) |

### Złote Maliny
24. rozdanie Złotych Malin odbyło się 28 lutego 2004 roku.
- Pełna lista nagrodzonych

| Najgorszy filmGigli Najgorszy reżyserMartin Brest za film Gigli | Najgorsza aktorkaJennifer Lopez za rolę w filmie Gigli Najgorszy aktorBen Affleck za role w filmach Gigli, Daredevil oraz Zapłata (Paycheck) |

### Oscary
76. ceremonia wręczenia Oscarów odbyła się 29 lutego 2004 roku.
- Pełna lista nagrodzonych

| Najlepszy filmWładca Pierścieni: Powrót króla (The Lord of the Rings: The Return of the King) Najlepszy reżyserPeter Jackson za film Władca Pierścieni: Powrót króla (The Lord of the Rings: The Return of the King) | Najlepsza aktorkaCharlize Theron za rolę w filmie Monster Najlepszy aktorSean Penn za rolę w filmie Rzeka tajemnic (Mystic River) |

### Złota Palma
57. Festiwal Filmowy w Cannes odbył się w dniach 12–23 maja 2004 roku.
- Pełna lista nagrodzonych

| Najlepszy filmMichael Moore za film Fahrenheit 9.11 (Fahrenheit 9/11) |

### Złoty Lew
61. Festiwal Filmowy w Wenecji odbył się w dniach 1–11 września 2004 roku.
- Pełna lista nagrodzonych

| Najlepszy filmVera Drake | Najlepsza aktorkaImelda Staunton za rolę w filmie Vera Drake Najlepszy aktorJavier Bardem za rolę w filmie W stronę morza (Mar adentro) |

### Festiwal Polskich Filmów Fabularnych
29. Festiwal Polskich Filmów Fabularnych odbył się 13–18 września 2004 roku.
- Pełna lista nagrodzonych

| Najlepszy filmPręgi Najlepszy reżyserPrzemysław Wojcieszek za film W dół kolorowym wzgórzem | Najlepsza aktorkaKrystyna Feldman za rolę w filmie Mój Nikifor Najlepszy aktorMarian Dziędziel za rolę w filmie Wesele Krzysztof Globisz za rolę w filmie Długi weekend |

### Camerimage
12. edycja Międzynarodowego Festiwalu Sztuki Autorów Zdjęć Filmowych Camerimage odbyła się w dniach 27 listopada-4 grudnia 2004 roku.
- Pełna lista nagrodzonych

| Złota ŻabaDick Pope za zdjęcia do filmu Vera Drake Srebrna ŻabaRodrigo Prieto za zdjęcia do filmu Aleksander (Alexander) | Brązowa ŻabaManuel Alberto Claro za zdjęcia do filmu Rekonstrukcja (Reconstruction) |

## Urodzili się
- 3 czerwca – Mateusz Pawłowski, polski aktor dziecięcy

## Zmarli
- 7 stycznia – Ingrid Thulin, szwedzka aktorka (ur. 1926)
- 13 stycznia – Phillip Crosby, amerykański aktor i piosenkarz (ur. 1934)
- 14 stycznia – Uta Hagen, amerykańska aktorka (ur. 1919)
- 23 stycznia – Zdzisław Ambroziak, polski aktor (ur. 1944)
- 28 stycznia – Joe Viterelli, amerykański aktor (ur. 1937)
- 24 lutego – Janusz Mirczewski, polski aktor (ur. 1931)
- 26 lutego – Ralph E. Winters, amerykański filmowiec, montażysta (ur. 1909)
- 2 marca – Mercedes McCambridge, amerykańska aktorka (ur. 1916)
- 7 marca – Paul Winfield, amerykański aktor (ur. 1939)
- 26 marca – Jan Sterling, amerykańska aktorka (ur. 1921)
- 28 marca – Peter Ustinov, brytyjski aktor (ur. 1921)
- 29 marca – Charles Grenzbach, amerykański filmowiec, realizator dźwięku (ur. 1923)
- 1 kwietnia – Carrie Snodgress, amerykańska aktorka (ur. 1945)
- 7 kwietnia – Marian McCargo, amerykańska aktorka i tenisistka (ur. 1932)
- 9 kwietnia – Daria Trafankowska, polska aktorka (ur. 1954)
- 19 kwietnia – Philip Locke, brytyjski aktor (ur. 1928)
- 5 czerwca – Ronald Reagan, amerykański aktor, prezydent USA (ur. 1911)
- 1 lipca – Marlon Brando, amerykański aktor (ur. 1924)
- 6 lipca – Eric Douglas, amerykański aktor (ur. 1958)
- 9 lipca – Jean Lefebvre, francuski aktor (ur. 1919)
- 11 lipca – Renée St. Cyr, francuska aktorka (ur. 1904)
- 23 lipca – Serge Reggiani, włoski i francuski aktor i piosenkarz (ur. 1922)
- 25 lipca – Leszek Mech, polski scenarzysta filmów animowanych (ur. 1933)
- 26 lipca – Bogusław Sochnacki, polski aktor (ur. 1930)
- 31 lipca – Laura Betti, włoska aktorka (ur. 1927)
- 1 sierpnia – Madeleine Robinson, francuska aktorka (ur. 1916)
- 8 sierpnia – Fay Wray, amerykańska aktorka (ur. 1907)
- 18 sierpnia – Elmer Bernstein, amerykański kompozytor muzyki filmowej (ur. 1922)
- 12 września – Paweł Gędłek, polski aktor (ur. 1969)
- 14 września – Ove Sprogøe, duński aktor (ur. 1919)
- 18 września – Russ Meyer, amerykański reżyser filmowy (ur. 1922)
- 30 września – Zygmunt Kałużyński, polski krytyk filmowy i publicysta (ur. 1918)
- 2 października – Luděk Kopřiva, czeski aktor (ur. 1924)
- 3 października – Janet Leigh, amerykańska aktorka (ur. 1927)
- 10 października – Christopher Reeve, amerykański aktor (ur. 1952)
- 28 października – Charles Wheeler, amerykański operator filmowy, nominowany do Oscara (ur. 1915)
- 30 października – Peggy Ryan, amerykańska aktorka (ur. 1924)
- 2 listopada – Theo van Gogh, holenderski reżyser (ur. 1957)
- 29 listopada – John Drew Barrymore, amerykański aktor (ur. 1932)
- 17 grudnia – Jerzy Karaszkiewicz, polski aktor (ur. 1936)